# Bobby Jones (baseball, 1970)
Pour les articles homonymes, voir Bobby Jones.
Pour le lanceur gaucher, voir Bobby Jones (baseball, 1972).
Robert Joseph Jones (né le 10 février 1970 à Fresno, Californie, États-Unis) est un lanceur droitier de baseball qui joue dans les Ligues majeures de 1993 à 2002, dont huit saisons avec les Mets de New York.
Bobby Jones a représenté les Mets une fois (en 1997) au match des étoiles et a lancé pour eux une partie complète d'un seul coup sûr dans les séries éliminatoires de l'automne 2000.

## Carrière
Joueur de baseball à l'Université d'État de Californie à Fresno, Bobby Jones est un choix de première ronde des Mets de New York en 1991. Il est sélectionné 36e au total et est un choix que les Mets obtiennent en compensation de la perte du joueur autonome Darryl Strawberry. Jones débute dans le baseball majeur le 14 août 1993 avec les Mets. À sa première saison complète en 1994, il termine huitième de la Ligue nationale au vote désignant la recrue de l'année.
Comme lanceur partant, Jones, un droitier, évolue pour les Mets de New York jusqu'à la fin de la saison 2000. À cinq reprises, dont quatre saisons consécutives (1995 à 1997, puis 2000), il enregistre 10 victoires ou plus, dont un sommet en carrière de 15 gains (contre 9 défaites) en 1997, l'année où il honore sa seule sélection en carrière au match des étoiles. Sa moyenne de points mérités s'élève à 4,13 au cours de ses années à New York et s'abaisse sous 4,00 à deux reprises. En 1994, son meilleur résultat, elle se chiffre à 3,15. 
Jones participe aux séries éliminatoires à sa dernière année chez les Mets. Lanceur partant du quatrième match des Séries de divisions le 8 octobre 2000, il réussit un match complet et un blanchissage dans la victoire de 4-0 qui permet à New York d'accéder à la ronde suivante. Jones lance un match d'un seul coup sûr face aux Giants : le seul qu'il accorde est un double à Jeff Kent en cinquième manche. C'est le premier match d'un seul coup sûr réussi en éliminatoires depuis celui de Jim Lonborg des Red Sox de Boston dans le deuxième match de la Série mondiale 1967 contre Saint-Louis et Jones est à ce moment l'un des quatre lanceurs de l'histoire à avoir accordé zéro ou un seul coup sûr dans un blanchissage en éliminatoires avec Claude Passeau (1945), Don Larsen et Lonborg (Roger Clemens aura un match d'un coup sûr six jours plus tard). C'est la meilleure performance en éliminatoires d'un lanceur des Mets depuis un match de deux coups sûrs par Jim Matlack dans la Série de championnat 1973 de la Ligue nationale et ce sera la meilleure performance de l'histoire en Séries de divisions jusqu'au match sans coup sûr de Roy Halladay pour Philadelphie en 2010. Jones amorce plus tard la quatrième partie de la Série mondiale 2000 pour son équipe mais est le lanceur perdant face aux Yankees de New York, qui ultimement remporteront cette finale.
Devenu agent libre, Jones signe chez les Padres de San Diego le 15 février 2001 mais s'avère une déception pour sa nouvelle équipe avec une première saison difficile. Il ne remporte que 5 victoires et encaisse 19 défaites, un sommet dans le baseball majeur cette saison-là, en plus d'être le lanceur accordant le plus de coups de circuit dans la Ligue nationale. Il met un terme à sa carrière après la saison 2002, aussi passée à San Diego.
En 2000, deux lanceurs des Mets portent le même nom puisqu'un autre lanceur, gaucher celui-là, porte les couleurs de l'équipe et s'appelle aussi Bobby Jones. Les deux homonymes sont également coéquipiers chez les Padres en 2002.
Bobby Jones a lancé 245 parties dans le baseball majeur, dont 241 comme lanceur partant. Il compte 89 victoires, 83 défaites, 4 sauvetages comme lanceur de relève, 11 matchs complets, 4 blanchissages et 887 retraits sur des prises en 1518 manches et deux tiers lancées. Sa moyenne de points mérités en carrière se chiffre à 4,36.